# الجرف (عبس)

تعديل مصدري - تعديل

الجرف هي إحدى قرى عزلة بني حسن بمديرية عبس التابعة لمحافظة حجة، بلغ تعداد سكانها 76 نسمة حسب تعداد اليمن لعام 2004.